# Amauris albimaculata
Amauris albimaculata är en fjärilsart som beskrevs av Butler 1875. Amauris albimaculata ingår i släktet Amauris och familjen praktfjärilar. Inga underarter finns listade i Catalogue of Life.